# ارنال لیبرت
ارنال لیبرت (انگلیسی: Arnal Llibert؛ زادهٔ ۲۱ ژانویهٔ ۱۹۸۰) بازیکن فوتبال اهل اسپانیا است.
از باشگاه‌هایی که در آن بازی کرده است می‌توان به باشگاه فوتبال ژیرونا، باشگاه فوتبال کوردوبا، باشگاه فوتبال الچه، باشگاه فوتبال سابادل، باشگاه فوتبال اتنیکوس اچنا، باشگاه فوتبال والتا، باشگاه فوتبال آلکورکون، و باشگاه فوتبال لگانس اشاره کرد.